# Scuderia Enrico Platé
La Scuderia Enrico Platé è stata una scuderia automobilistica fondata dall'italo-svizzero Enrico Platé, ed attiva dal 1948 al 1953. Dal 1950 al 1952 ha corso anche in Formula 1, disputando complessivamente 11 gran premi.